# Johan Hamel
Johan Hamel, né le 11 octobre 1980 à Saint-Rambert-d'Albon (Drôme) et mort le 15 novembre 2022 est un ancien arbitre international de football français,.

## Biographie

### Carrière d'arbitre
Venu à l'arbitrage dès ses 14 ans à l'Azur-Sports Valentinois (Drôme) puis licencié à Clermont-l’Hérault, Johan Hamel est promu arbitre fédéral en 2004 puis arbitre de Ligue 1 en 2015. À son actif, quelque 220 matches en championnats professionnels, dont 135 en L1, et deux désignations en finale de Coupe de la Ligue, en tant que quatrième arbitre en 2019 et en tant qu'arbitre assistant-vidéo en 2020,.
Le 2 novembre 2022, il a été désigné par l'UEFA pour officier en Ligue des champions (quatrième arbitre) lors de la rencontre Real Madrid-Celtic Glasgow au stade Santiago-Bernabeu, au côté de Stéphanie Frappart. Johan Hamel était licencié de club de La Clermontaise (Clermont-l'Hérault) depuis 2007.
Anecdote : Le "courroux" du Stade de Reims face à Johan Hamel
Lors d'un match en retard de la 16e journée de Ligue 1, disputé le 15 janvier 2020 entre le Stade de Reims et Amiens (1-1), l'arbitrage de Johan Hamel a suscité une vive controverse. En cause, plusieurs décisions qui ont frustré le club rémois, notamment une manchette d’Arturo Calabresi sur Moussa Doumbia dans la surface qui n’a pas été sanctionnée, en raison d’une défaillance de connexion avec le VAR. Une main de Christophe Jallet dans la surface picarde à la 66e minute, ignorée par M. Hamel, a également alimenté la polémique. Pour exprimer son mécontentement, le Stade de Reims a choisi une méthode singulière et ironique : l’envoi d’une carte de vœux à la Direction Technique de l’Arbitrage sur la quelle était lisible des phrases telles que : « Le Stade de Reims vous souhaite une bonne année. Qu’elle soit aussi vive qu’une manchette d’Arturo Calabresi sur Moussa Doumbia dans la surface picarde… »,.

### Personnalité et engagement
Respecté par les joueurs, les entraîneurs et ses collègues, Johan Hamel était apprécié pour son calme, son impartialité et sa passion pour le sport. Il a contribué à former et à encadrer de jeunes arbitres, transmettant ses connaissances de l'arbitrage et était régulièrement désigné comme observateur d'arbitre en Régional 1. Ses proches et ses collègues soulignent son engagement pour le développement et la reconnaissance du métier d’arbitre. Il participait régulièrement à des conférences pour promouvoir l'arbitrage,. Il était installé dans l'Herault.

### Une vie hors des terrains
Après avoir étudié en STAPS à Montpellier puis au sein de la Montpellier Business School, il rejoint le Crédit agricole, aux côtés de Jean-Paul Aubert. L’Héraultais partira ensuite dans le monde des travaux publics, dirigeant notamment l’IFTP (Institut de formation en apprentissage dans les travaux publics en Occitanie) plusieurs années.

### Décès
Le 15 novembre 2022, Johan Hamel est décédé brutalement d’un accident vasculaire cérébral (AVC) survenu lors d’un entraînement. Sa disparition a suscité une vive émotion dans le monde du football français et international,,,,.  De nombreux hommages lui ont été rendus par la Fédération française de football (FFF), la Ligue de football professionnel (LFP), ainsi que par des clubs, joueurs et fans,,,. Le 21 novembre 2022 un hommage a été rendu à Johan Hamel au stade de la Mosson; Son cercueil a été exposé sur le pelouse et sa photo a été diffusée sur un écran géant.
Le dimanche 11 juin 2023, le stade de football de Crest est rebaptisé "Stade Johan Hamel" en hommage à l'arbitre qui a commencé la pratique de l'arbitrage à 16 ans au sein du club de Crest,.

## Statistiques*
*Comprenant les rôles d'arbitre central, arbitre assistant et arbitre VAR
| Catégorie                 | Nombres de matchs | Catégorie                             | Nombres de matchs |
| Ligue 1                   | 181               | UEFA Youth League                     | 1                 |
| Ligue 2                   | 85                | UEFA Nations League C                 | 1                 |
| Playoffs Ligue 2/National | 2                 | UEFA Nations League D                 | 1                 |
| National                  | 84                | UEFA Euro qualifying U21              | 5                 |
| Coupe de France           | 24                | UEFA Conference League                | 1                 |
| Coupe de la Ligue         | 10                | UEFA Conference League Qualification  | 1                 |
| UEFA Champions League     | 1                 | Éliminatoires Coupe du monde (Europe) | 2                 |
| UEFA Europa League        | 5                 |                                       |                   |
| ------------------------- | ----------------- | ------------------------------------- | ----------------- |